# Medal Marii Skłodowskiej-Curie
Medal Marii Skłodowskiej-Curie – medal przyznawany przez Polskie Towarzystwo Chemiczne (PTChem) chemikom pracującym na stałe poza granicami Polski, za wybitne osiągnięcia naukowe oraz za zasługi dla PTChem.
Na awersie medalu wykonanego jako odlew z brązu znajduje się podobizna Marii Skłodowskiej-Curie, a na rewersie tekst Quo Magis Veritas Propagatur (łac: by prawda wyraźniej się ujawniała), logo PTChem, rok i nazwisko osoby, której medal przyznano.

## Lista nagrodzonych[2]
- 1996: Lodovico Riva di Sanseverino
- 1997: Philip Kocieński
- 2000: Gerard Descotes i Christian Reichardt
- 2001: Józef Hurwic i Gerald Djega-Mariadassou
- 2002: Vilim Simanek
- 2003: Ivar Olovsson
- 2005: Tadeusz Maliński
- 2007: Jerzy Leszczyński
- 2010: Anton Amann
- 2011:
  - Nicole Moreau
  - Roland Boese
  - Ada Jonath
- 2012: Krzysztof Matyjaszewski
- 2013: Ben Feringa
- 2014: John Joule
- 2015: Janusz Pawliszyn
- 2016: Mieczysław Jaroniec
- 2017: Krzysztof Palczewski
- 2018: Jacek Klinowski
- 2019: Roald Hoffmann
- 2020: Karl Anker Jørgensen
- 2021: Volodymyr M. Gun’ko
- 2022: Jean-Marie Lehn